# 셰퍼드 멩컨

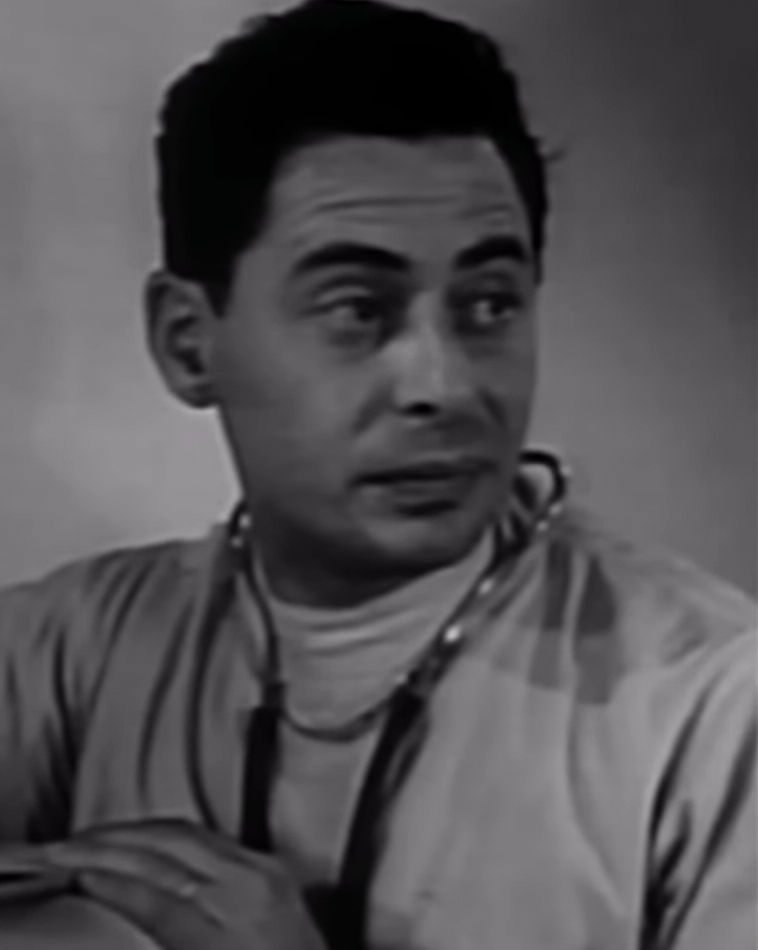

셰퍼드 멩컨(영어: Shepard Menken, 1921년 11월 2일 ~ 1999년 1월 2일)은 미국의 배우이다.

## 영화
- 벅스 버니의 3번째 영화 (1982년)
- 스파이더맨 (1981년)
- 팬텀 톨부스 (1970년)
- 론 레인저 - TV 애니메이션 시리즈 (1966년)
- 까라마조프의 형제들 (1958년)
- 베니 굿맨 스토리 (1955년)
- 킬러 프럼 스페이스 (1954년)
- 에이프릴 인 파리스 (1952년)
- 메리 위도우 (1952년)
- 왈가닥 루시 (1951년)
- 위대한 카루소 (1951년)
- 14시간 (1951년)
- 다윗과 밧세바 (1951년)